# Puig d'Alpara
El puig d'Alpara és una muntanya de 487 m d'altitud situada a Mallorca entre els termes d'Artà i de Sant Llorenç des Cardassar. Es troba dins les possessions de Carrossa, a Artà, i sa Carbonera, a Sant Llorenç. Té vista sobre la Colònia de Sant Pere, el bec de Ferrutx i les platges de sa Canova i de Son Serra. Té dues pujades principals, una per sa Carbonera, al terme de Sant Llorenç, i l'altra per Carrossa, al terme d'Artà.
El seu nom sembla que procedeix del d'una possessió desapareguda que apareix ja al Llibre del Repartiment de Mallorca com a nom d'una alqueria i es troba també al terme de Ciutadella de Menorca.
Pel que fa a la vegetació, hi ha boscos d’Olea i Ceratonia, brugueres oromediterrànies endèmiques amb ginestes espinoses, pendents rocosos calcícoles amb vegetació casmofítica i zones subestepàries de gramínies i anuals de Thero-Brachypodietea. La fauna és formada per aus rapinyaires, microquiròpters i la tortuga mediterrània (Testudo hermanni).
La localització de núvols, anomenats capell, damunt aquest puig serveix als habitants de la contrada i de poblacions més llunyanes per predir el temps: "El puig d'Alpara du capell, ens banyarem fins a la pell" (Ariany, Petra); "Si al matí el puig d'Alpara du capell, aigua fins a la pell" (Artà).
S'ha demanat que el puig d'Alpara formi part del parc de Llevant amb l'enllaç amb el puig de Calicant. El 2006, la comissió balear de medi ambient sobre l'Avaluació d'Impacte Ambiental informà desfavorablement un projecte d'instal·lació d'un parc eòlic en aquest puig.
Salvador Galmés situa el puig d'Alpara a la segona part de la seva obra El garriguer d'Infern (1925). En aquesta part el protagonista, cercant uns caçadors sense permís, puja al puig i hom narra l'ascensió. Aquesta pujada s'oposa simbòlicament a la davallada a Infern i a la revenja dels transgressors. L'obra comença definint l'escenari, que té com un punt de referència el puig d'Alpara («Entre el massís de Calicant i el puig d'Alpara, s'obre una petita vall que llenega suaument vers la vila. Els vessants fronterers de les dues muntanyes ...").

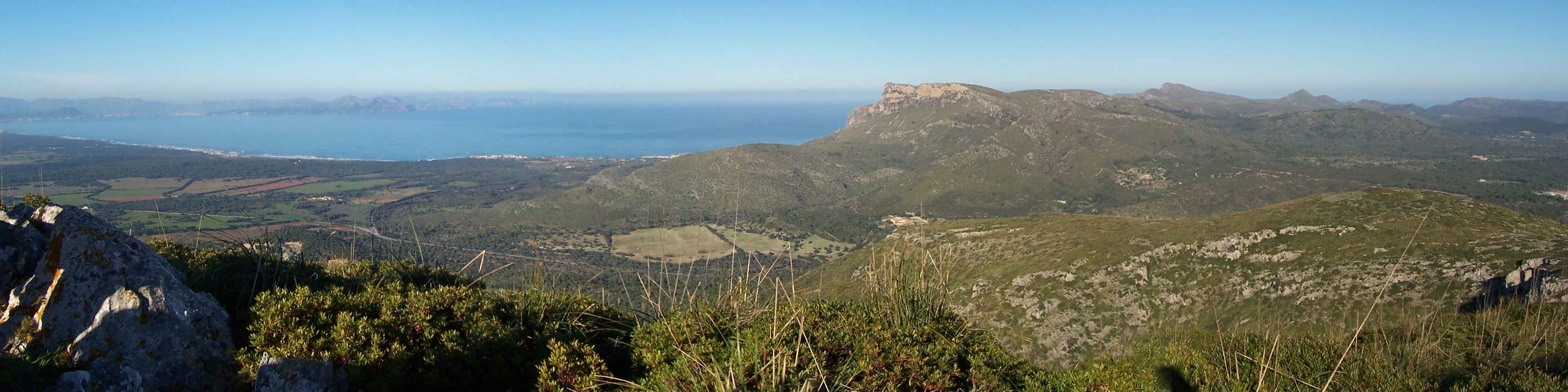
Vista des del puig d'Alpara cap al nord, amb la badia d'Alcúdia a mà esquerra i el Bec de Ferrutx al mig.

Rafel Ginard i Bauçà dedicà un dels seus Croquis artanencs puig d'Alpara: "El puig no és gaire costerut, però és altíssim i costa de trepitjar-li la cuculla. Ell és, com si diguéssim, la darrera fita d'Artà, un enorme balcó sobre la Mallorca de ponent. Els horitzonts s'esbadellen com una flor immensa; els turons i les cordilleres que ens circumden són els pètals d'aquesta flor. […] Un porquerol que du varques i pellissa ens diu el nom de les muntanyes properes: les de Sos Llulls i Sos Ferrers, sa Carbonera, el Tresor de s'Auma, el puig de ses Fites. Just baix de nosaltres hi ha un cap serral espantós i, després, garriga rasa i l'entorn nostre, la possessió de Carrossa, Son Fortè, Morell, sa Canova, s'Ametlerar, Infern... que no és un lloc tan tirat com sembla el nom voler donar entenent." (Llevant, 30 d'agost de 1929)